# Fluorescenční indukce
Fluorescenční indukce (FI) je závislost intenzity (kvantového výtěžku) fluorescence fotosyntetizujícího vzorku během osvětlení tohoto vzorku obvykle kontinuálním světlem konstantní intenzity po předchozí adaptaci vzorku na tmu. Fluorescence je zde emitována převážně molekulami chlorofylu a. Tvar křivky FI závisí převážně na intenzitě excitačního světla, typu vzorku a jeho fyziologickém stavu. V závislosti na časovém rozlišení přístroje použitého pro měření FI (fluorometr) a použité intenzitě osvětlení vzorku se FI dělí na velmi rychlou (časové rozlišení 10 mikrosekund; záznam do ~1 sekundy; velká intenzita osvětlení - řadově tisíce mikromolů fotonů * m−2 * s−1), rychlou (časové rozlišení okolo 1 milisekundy; záznam do několika sekund; střední intenzita osvětlení - okolo 100 mikromolů fotonů * m−2 * s−1) a pomalou (časové rozlišení milisekundy až sekundy; záznam do několika minut; střední až velká intenzita osvětlení). 
Jednotlivé významné body (minimum, maximum, vlny) křivek FI mají své standardní označení (viz obrázek) a existují různé interpretace původu těchto bodů (viz review články v literatuře). Z jednotlivých hodnot křivek FI se dá vypočíst mnoho parametrů odrážejících různé aspekty funkce fotosyntézy (viz review články v literatuře). I z toho důvodu je metoda FI velmi oblíbená a často používaná metoda při výzkumu fotosyntézy - FI se snadno a rychle měří, fluorometry jsou relativně levné a křivky FI v sobě nesou velké množství informací o funkci fotosyntetického aparátu.